# Hatcza
Hatcza (biał. Гатча; ros. Гатча) – wieś na Białorusi, w obwodzie brzeskim, w rejonie żabineckim, w sielsowiecie Oziaty, przy bagnie Hatcza.
Wieś powstała po 1931.